# Дверной звонок

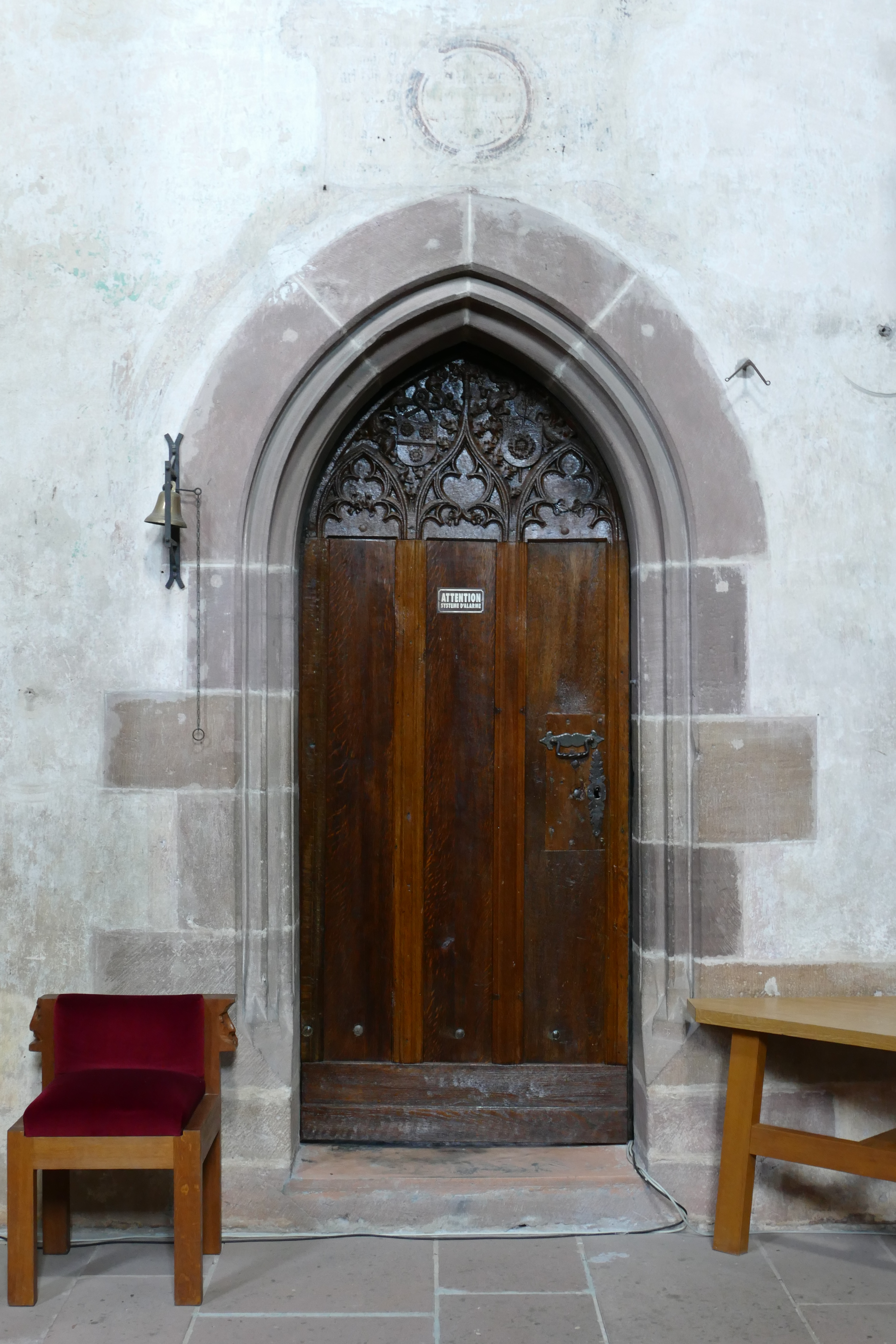
Колокольчик у двери в монастыре в Вальбуре (Франция)

Дверной звонок — устройство, которое находится возле входной двери, для оповещения о намерении войти в помещение. Когда находящийся у двери нажимает кнопку звонка, подаётся звуковой сигнал, и находящийся в помещении обычно идёт смотреть в глазок или приоткрывать дверь на цепи и принимать решение, впустить ли этого человека или нет. Иногда используется световой сигнал — совместно со звуковым или вместо него.

## Неэлектрические дверные звонки
С момента появления дверей для того, чтобы человек, который находится внутри, впустил того, кто хочет войти, в двери стучали руками, палками, камнями и т.п. Но уже в Древней Греции стали вешать на дверь металлическую пластину, прикрепленную к дверной ручке, с помощью которой было удобно стучать в дверь (дверной молоток).
В X веке в Китае стали вешать у двери или на дверь колокольчики. Затем такие дверные колокольчики появились и в Европе. Вначале их вешали снаружи, но потом их стали вешать внутри дома — они приводились в действие в действие шнуром, пропущенным через дверь на улицу. Такой звонок было лучше слышно в доме

## Электрические дверные звонки

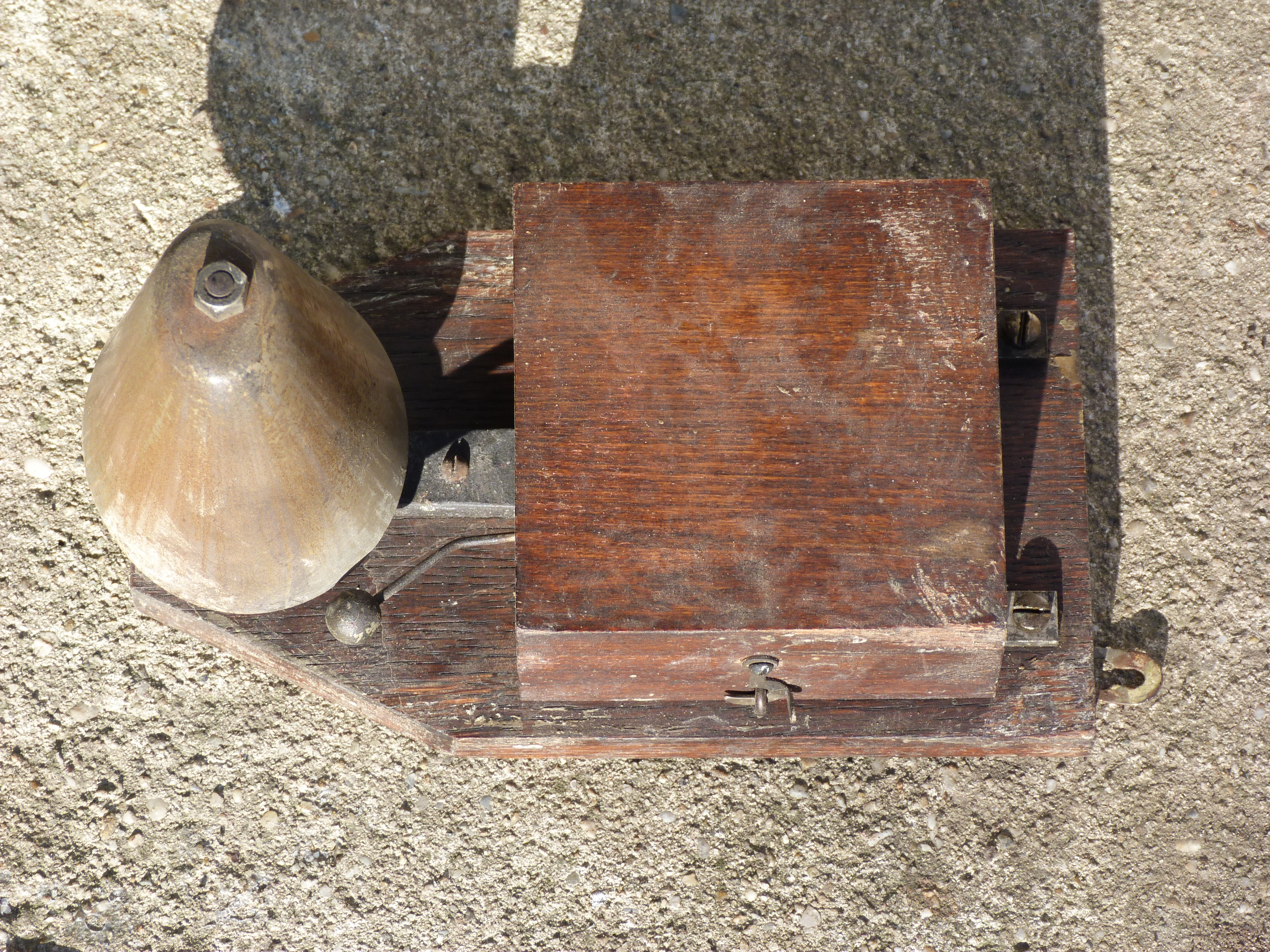
Дверной звонок 1884 года в доме на проспекте Андраши (Будапешт)

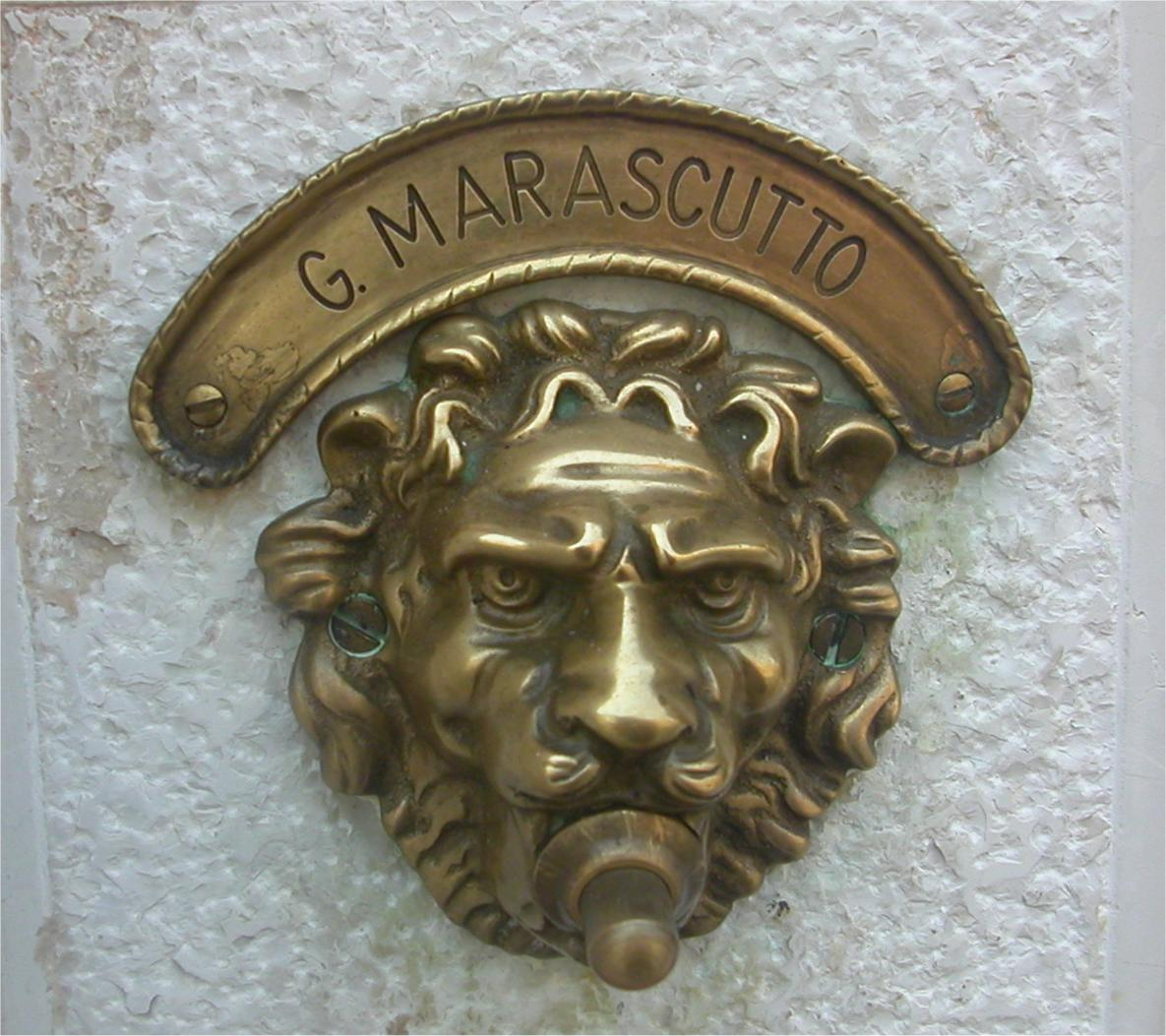
Украшенный дверной звонок в Венеции

В 1853 году французский изобретатель Миро создал электрический звонок, который работал на принципе прерывателя постоянного тока. Но распространенными такие звонки стали только в начале XX века, когда началась массовая электрификация. Первые электрические звонки имели ручку, которую нужно было крутить, а звонки современного типа с кнопкой появились лишь в начале 1930-х годов.
Проводные дверные электрические звонки обычно работают от обычной сети переменного тока. У них есть две группы контактов: непосредственно от электрической сети и к кнопке. Такие звонки очень дëшевы и просты, к тому же, использование переменного тока позволило отказаться от прерывателя. 

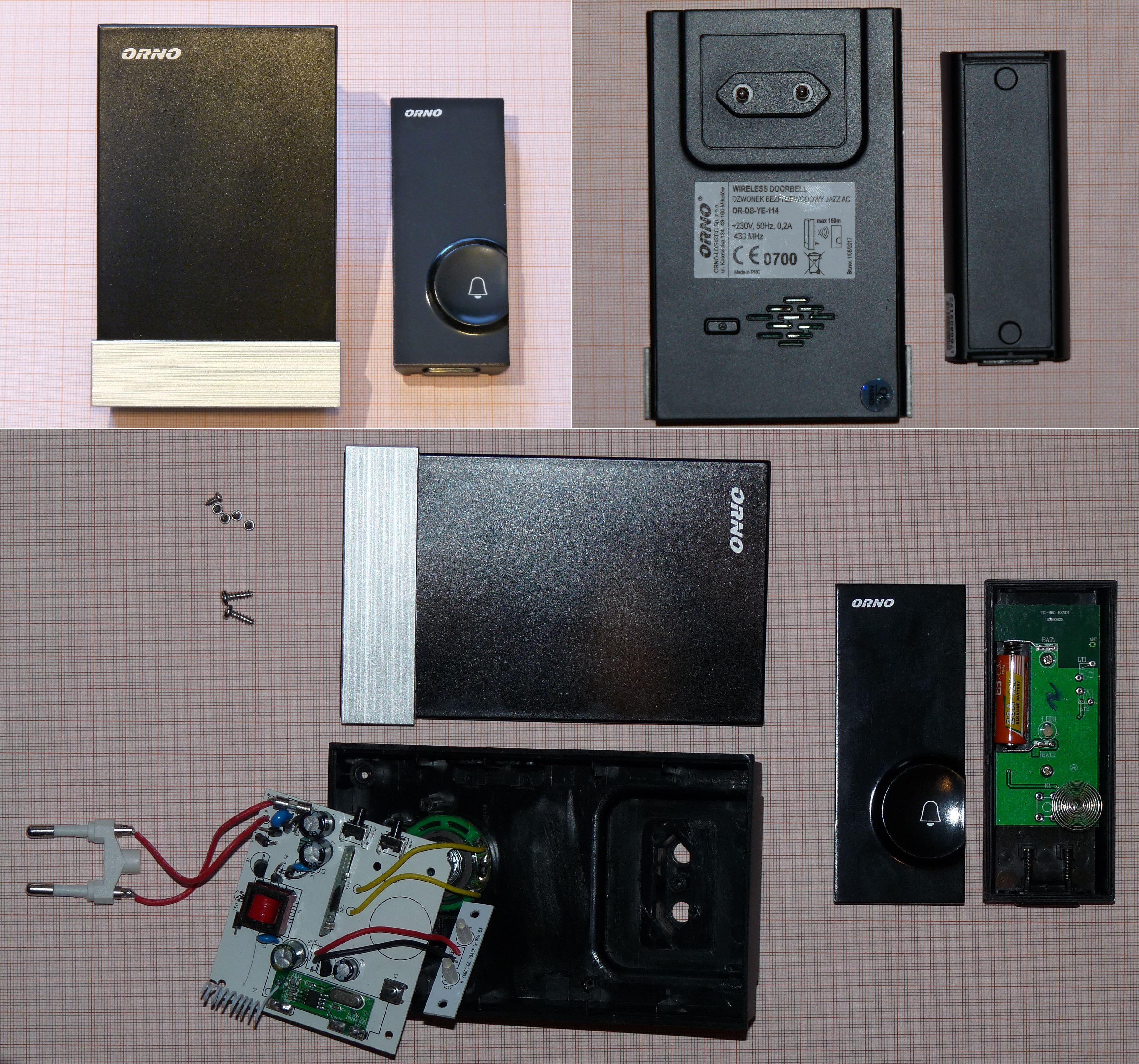
Беспроводной дверной звонок с сенсорной кнопкой

Беспроводные звонки чаще всего работают от батареек. Расстояние между кнопкой и корпусом должно быть не более 100 метров. Должно быть меньше преград на пути от корпуса до кнопки.